# Mimosa malacophylla
Mimosa malacophylla är en ärtväxtart som beskrevs av Asa Gray. Mimosa malacophylla ingår i släktet mimosor, och familjen ärtväxter. Inga underarter finns listade i Catalogue of Life.